# Renée Checa
Renée Balansá de Checa (Villarrica, Paraguay; 1896-Menton, Francia; 1963) fue una poetisa francoparaguaya, poco conocida en su país natal, debido a que escribió solo en francés.
En 1933, publicó su primer poemario, Sillages (Estelas), muy bien acogido por la crítica francesa, y dado a conocer en Paraguay muchos años después, en la década de los cincuenta.

## Biografía

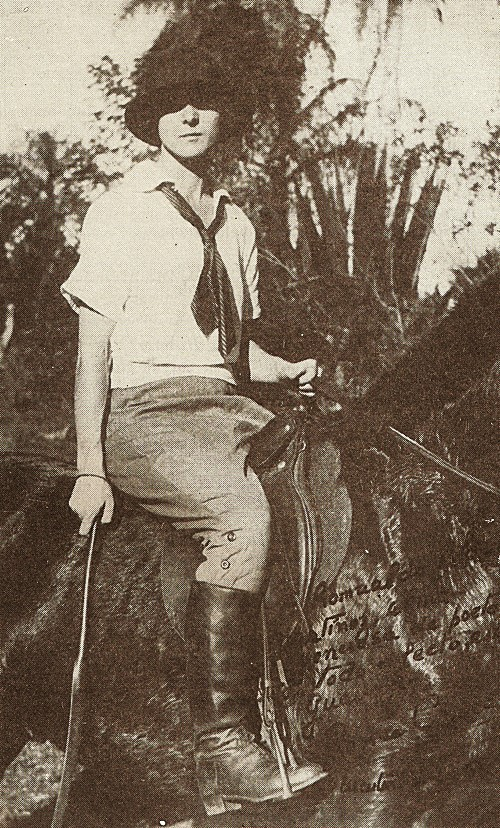
Fotografía durante su vida en el campo paraguayo

Renée Balansá fue hija de un matrimonio francés establecido en Villarrica a fines del siglo XIX, Ernest Balansá y Jeanne Boissière. Su abuelo por vía paterna fue el botánico francés Benedict Balansá.
Siendo aún niña emigró a Europa con sus padres. A los 20 años regresó a Paraguay donde permaneció algún tiempo y dónde se adentró en la vida del campo paraguayo para mudarse posteriormente a España donde vivió algunos años y frecuentó el ambiente intelectual de Madrid, haciendo amistad con poetas y escritores españoles como Antonio Machado y Eugenio d'Ors. Se casó con un ciudadano francés de quien toma el nombre. Luego, vuelve a Francia, donde reside hasta su muerte, ocurrida en la localidad de Menton, en los Alpes Marítimos franceses.

## Sobre su obra
Renée público su primer poemario, «Sillages», en 1933, en Francia. En 1954, Natalicio González descubrió su obra y dio a conocer su nombre en el Paraguay. Posteriormente, en 1985, Alcándara Editora publicó una edición bilingüe (francés-español) de sus poemas bajo el título de “Sillages / Estelas”, con un estudio preliminar, la selección y la traducción al castellano a cargo de poetisa Josefina Plá.
Sus poemas más antiguos se remontan a 1922. En palabras de Josefina Plá, Renée era poseedora de un fino oído rítmico y un vocabulario manejado con sobria destreza. Destaca sobre todo sus poemas “Nocturno paraguayo”, escrito en el Paraguay, “Islas”  (1924) escrito en Río de Janeiro y "Ma terre Guarani (francés Mi tierra guaraní). Los poemas  de “Sillages” cubren un lapso de once años de producción poética.

NOCTURNO PARAGUAYO

Tumbados en nuestras hamacas ligeras como velas,

Las que el viento dulce del anochecer mece, cansado, a veces

Deslumbrados y mudos, vemos, al fin

Encenderse, en el cielo, nuestros sueños hacia las estrellas.
NOCTURNE PARAGUAYEN
Couchés dans nos hamacs, légers comete des voiles,

Que le vent doux du soir berce, las, par moment,

Eblouis et muets, nous voyons, longuement,

S´allumer, dans le ciel, nos rêves aux étoiles...
Fragmento, extraído del poemario “Sillages / Estelas”, 1985.

MI TIERRA GUARANI

¡Oh mi país natal, mi tierra guaraní!,
Paraguay, sobre tu suelo amo haber nacido
En ese Guairá, tu corazón, en una mañana
Toda madura de naranja y de lima sutí.

Es allá, que abriendo mis ojos, verdes como tu pradera,
Tú los has, límpidos aún, colmado de tu floresta
Embriagante y pesada al corazón como un secreto,

Y los has por siempre llenado de ensueños.
MA TERRE GUARANI

O mon pays natal, ma terre guarani,
Paraguay, sur ton sol que j’aime d’être née
En ce Guayrá, ton coeur, par une matinée
Toute mûre d’orange et de "lima soutí"!

C’est Ià qu’ouvrant mon oeil, vert comme ta prairie,
Tu l'as, limpide encor, comblé de ta forêt
Enivrante et pesante au coeur comme un secret,

Tul’as a tout jamais empli de rêverie.
Fragmento extraído del poemario ¨Sillages/Estelas¨ (1985)